# Södermanlands runinskrifter 36
Södermanlands runinskrifter 36 är en runsten av ordinär gråsten vid Trosa bro i Åda, Vagnhärads socken och Trosa kommun i Södermanland. På samma ställe finns ytterligare två vikingatida ristningar i form av runhällar med signum Sö 39 och Sö 359.

## Stenen
Stenen står utmed den gamla vägen som går mellan Trostorp och Åda. Just där vägen svänger kraftigt står den intill de båda runhällarna. När ristningarna skapades låg de i strandläge och sannolikt har här funnits en broförbindelse som varit en företrädare till Trosa bro. På andra sidan om Trosaån låg staden Trosa under medeltiden och redan i förhistorisk tid fanns där en vikingatida bebyggelse. Stenens form är toppig och ornamentiken består av en runslinga som i basen vid det iriska kopplet bildar ett stavkors med ring och propelarmar. Den från runor översatta inskriften lyder enligt nedan: 

## Inskriften
Translitterering av runraden:
þurkiR · auk · uri · þaiR · raistu · staina · at · ulaif · faþur · sin : auk : at · suain · bruþur sin ·
Normalisering till runsvenska:
ÞorgæiRR ok Orri þæiR ræistu stæina at Olæif, faður sinn, ok at Svæin, broður sinn.
Översättning till nusvenska:
Torger och Orre de reste stenar efter Olev, sin fader, och efter Sven, sin broder.